# Meromacrus circumdatus
Meromacrus circumdatus är en tvåvingeart som först beskrevs av Jacques-Marie-Frangile Bigot 1875.  Meromacrus circumdatus ingår i släktet Meromacrus och familjen blomflugor. Inga underarter finns listade i Catalogue of Life.